# Glympis insipidalis
Glympis insipidalis är en fjärilsart som beskrevs av Paul Dognin 1912. Glympis insipidalis ingår i släktet Glympis och familjen nattflyn. Inga underarter finns listade i Catalogue of Life.